# Измена (фильм, 1952)
«Измена», иногда переводится как «Распродажа» (англ. The Sellout) — фильм нуар режиссёра Джеральда Майера, который вышел на экраны в 1952 году.
Фильм рассказывает о редакторе крупной газеты Хейвене Д. Олдридже (Уолтер Пиджон), которого по приказу коррумпированного шерифа сельского округа Бёрка (Томас Гомес) за мелкое дорожное нарушение незаконно бросают в тюрьму. Выйдя на свободу, Хейвен начинает с шерифом борьбу, собирая свидетельские показания других пострадавших и ежедневно публикуя против него разоблачительные статьи. Для расследования дела в город прибывает прокурор штата Чик Джексон (Джон Ходяк), который работает в контакте с капитаном полиции (Карл Молден). Однако неожиданно Хейвен прекращает публикацию разоблачительных материалов и отказывается сотрудничать с прокурором, после чего дело начинает рассыпаться. Лишь на предварительном слушании в суде прокурору удаётся разговорить Хейвена, после того, как выясняется, что Бёрк заставил редактора молчать, шантажируя его преступлением, которое совершил его зять.
Фильм получил смешанные отзывы критики, большинству из которых сценарий показался посредственным и шаблонным, однако режиссура Майера и актёрские работы большинства исполнителей были оценены достаточно высоко.

## Сюжет
В городе Сен-Говард на Среднем Западе Хейвен Д. Олдридж (Уолтер Пиджон), уважаемый редактор газеты News Intelligencer приезжает домой на обед к дочери Пегги (Пола Реймонд) и её мужу, прокурору соседнего сельского округа Бриджвуд Рэнди Стотону (Камерон Митчелл). Вечером Хейвен на своей машине через Бриджвуд возвращается домой, на автобусной остановке замечая знакомого Уилфреда Джексона (Уит Бисселл), которому принадлежит магазинчик в здании, где расположена редакция газеты. Хейвен решает его подвезти, однако когда он останавливается, то слегка задевает дорожный знак. Это замечает местный дорожный патруль, и через несколько минут Хейвена останавливают, требуя предъявить водительские права. Хейвен заявляет, что забыл их на работе и готов подвезти их через час в участок. Однако прибывший на место шериф округа Келлвин С. Бёрк (Томас Гомес), который ненавидит «городских с их замашками», даёт указание задержать Хейвена и Уилфреда для дальнейших разбирательств. В участке Хейвену отказывают в телефонном звонке, а когда он возмущается незаконными действиями и отказывается назвать своё имя, его и Уилфреда отправляют в камеру предварительного заключения. Для начала их помещают в общую камеру с группой уголовников, которые устраивают над ними издевательский суд, отнимая сигареты и карманные деньги. Когда у Уилфреда находят в кармане 25 центов, о которых тот не сказал, его избивают. Лишь на следующее утро Хейвена и Уилфреда доставляют в суд, где местный судья (Хью Сандерс) в присутствии Бёрка штампует липовые решения о штрафах нарушителям дорожного движения. Чтобы отделаться небольшими штрафами, местный адвокат советует Хейвену и Уилфреду признать себя виновными. Однако когда Уилфред не признаёт себя виновным, утверждая, что просто сел в попутную машину, судья оставляет его на тридцать дней в тюрьме вплоть до рассмотрения дела в суде. Хейвену выписывают штраф на 68 долларов, которые у него были изъяты при задержании, после чего освобождают. Узнав в Хейвене тестя местного прокурора, адвокат сообщает об этом Бёрку, который с насмешливыми извинениями отпускает редактора. Хейвен направляется к Рэнди, сообщая ему о беззакониях, которые творят Бёрк и судья, однако тот отвечает, что по политическим и карьерным мотивам вынужден пока мириться с Бёрком, предупреждая, что он может быть очень опасен. Тогда Хейвен решает бороться с Бёрком через свою газету, ежедневно публикуя разоблачительные статьи о беззаконных действиях Бёрка. Статьи Хейвена вызывают волнение в Бриджпорте, и вскоре ему удаётся собрать письменные показания от 55 человек, которые подверглись незаконным действиям со стороны шерифа. В ответ на это Бёрк добивается судебного решения о запрете распространения газеты в его округе, и сразу после этого при въезде на территорию округа при подозрительных условиях вылетает с дороги и переворачивается автомобиль, развозящий тираж газеты. На место происшествия прибывает капитан полиции Сент-Говарда Бак Максвелл (Карл Молден), который заявляет, что он бессилен что-либо сделать в соседнем округе, после чего обращается за помощью в офис генерального прокурора штата. Генеральный прокурор поручает дело своему лучшему заместителю Чику Джонсону (Джон Ходяк), несмотря на возражения последнего, что он уже написал заявление об отставке и переходит на более высокооплачиваемую работу в коммерческую фирму. По прибытии в Сент-Говард Чик в сопровождении Максвелла сразу же направляется в редакцию на встречу с Хейвеном, однако выясняется, что тот отбыл в неизвестном направлении, а все свидетельские показания по делу, которые хранились в запертом шкафу в его кабинете, исчезли. Тем же вечером Чик спускается с гостиничный бар, где к нему подходит привлекательная Клео Бетел (Одри Тоттер). Девушка, которая с самого начала испытывает симпатию к Чику, даёт ему понять, что её подослал Бёрк, чтобы она доставила его в ночной клуб Бенни Эмбоя (Фрэнк Кэди), который является частью тайной империи Бёрка, включающей также нелегальные азартные игры и приём незаконных ставок. Позднее тем же вечером Чик приезжает в клуб Эмбоя, где Клео выступает как пианистка и певица. Она представляет его Нельсону С. Тарссону (Эверетт Слоун), который является адвокатом и доверенным лицом Бёрка. Тарссон приглашает Чика в отдельный кабинет, где иносказательно предлагает ему взятку в пять тысяч долларов, однако получает категорический отказ. На следующий день Чик и Максвелл узнают, что всех тех, что дал письменные показания против Бёрка, путём запугивания заставили отказаться от них. Чак подозревает, что на Хейвена также смогли надавить, чтобы изменить его позицию. Максвелл вызывает к себе Бенни Эмбоя, который, как выясняется, звонил Хейвену поздно вечером перед его исчезновением. Эмбой рассказывает, что приглашал его в свой клуб якобы для того, чтобы раскрыть ему всю «подноготную» Бёрка. На встрече в клубе Хейвену предложили взятку, от которой он отказался, после чего один из подручных Бёрка избил его и увёл в другую комнату. Больше Эмбой Хейвена не видел, и чем закончилось дело, ему неизвестно.
Вскоре Хейвен возвращается, сообщая Пегги, что он нашёл для себя работу в Детройте. Подозревая что-то неладное, Пегги упрекает отца в том, что он капитулировал перед Бёрком. Тем же вечером Чик уговаривает Хейвена дать показания на предварительных слушаниях по делу Бёрка, которые состоятся на следующий день. После того, как Хейвен отказывается, Чик выписывает ему официальную повестку в суд. Не имея на руках показаний, чтобы разоблачить Бёрка, Чик говорит Максвеллу, что их дело безнадёжно, однако Максвелл верит в то, что им удастся довести дело до конца, и Хейвен им поможет. В гостинице Чик получает записку, что Клео в тюрьме. Он немедленно приезжает в участок, чтобы внести за Клео залог, однако дежурный ему сообщает, что среди задержанных она не числится. Чик силой прорывается к камерам предварительного заключения и находит в одиночке избитую Клео. Когда подоспевший охранник отказывается её выпустить, Чик вступает с ним в драку, отбирает у него ключ, а затем ведёт Клео на выход. В этот момент в участке появляются Бёрк в сопровождении Тарссона, который советует дать Клео уйти. Однако разъярённый Бёрк достаёт револьвер и начинает угрожать Чику. В этот момент появляется Максвелл с пистолетом в руке, который заявляет, что если Бёрк предпримет насильственные действия против прокурора штата, то он откроет огонь. После этих слов Бёрк вынужден отступить. Чик отвозит Клео на вокзал и сажает на поезд, и они целуются на прощанье.
На следующий день открываются предварительные слушания в суде. В качестве первого свидетеля Чик вызывает Хейвена, однако, задав ему один формальный вопрос, просит остаться его в зале для последующего повторного вызова. Затем Чик по очереди вызывает всех свидетелей, дававших Хейвену показания, которые отказываются от них. Чик рассчитывает, что ход и атмосфера слушаний окажут моральное воздействие на Хейвена, и в итоге он даст показания. Для Бёрка и Торссона становится неожиданностью, когда Чик вызывает Уилфреда, который не давал Хейвену письменных показаний и всё это время провёл в заключении. Уилфред подтверждает все те беззакония, которые творили с ним и с Хейвеном Бёрк и его люди. Наконец, когда Чик вызывает Эмбоя, ему сообщают, что только что был обнаружен его труп. Последней надеждой Чика остаётся Хейвен, однако тот по-прежнему отказывается подтвердить рассказ Уилфреда, продолжая молчать. Чик произносит страстное заключительное слово, обличающее Бёрка и его подручных, однако ввиду отсутствия доказательств, за исключением показаний Уиифреда, у судьи не остаётся иного выбора, кроме как прекратить дело. Когда судья уже произносит свою речь, неожиданно поднимается Рэнди, который просит позволить ему ещё раз допросить Хейвена. Так как это лишь предварительные слушания, судья даёт своё согласие на подобное действие. Рэнди сообщает, что он был у Эмбоя в кабинете, куда привели избитого Хейвена. Как далее рассказывает уже Хейвен, Торссон и Бёрк показали ему фотокопии показаний свидетелей и заключения коронера, завизированные Рэнди, из которых следует, что водитель грузовика с газетами погиб в результате намеренно подстроенной аварии, а также фотокопии решения Рэнди об отказе в возбуждении уголовного дела и переданного ему чека на 7500 долларов. Как заявили ему Бёрк и Торссон, если эти документы станут достоянием общественности, то Рэнди грозит от 10 до 20 лет тюрьмы, и тогда дочь Хейвена останется без мужа, а его маленький внук вырастет без отца. Раскаивающийся Рэнди говорит, что сделал это не ради денег, а из-за своих амбиций, так как хотел заручиться поддержкой Бёрка, чтобы выдвинуться в прокуратуру штата. Так как семья, по словам Хейвена, является для него наивысшей ценностью в жизни, ради которой он даже готов изменить своим принципам, он пошёл на сделку с преступниками и замолчал. Во время выступления Хейвена Бёрк выходит из зала и направляется в свой кабинет, чтобы уничтожить материалы по делу о гибели водителя, однако Максвелл перехватывает его и возвращает вместе с документами в зал суда. В связи с открывшимися новыми обстоятельствами судья принимает решение задержать Бёрка и его команду без права выхода под залог до начала судебного процесса над ними. Чик извиняется перед Хейвеном, который в свою очередь благодарит его. Уилфред выходит на свободу, а Чик решает продолжить работу в офисе генерального прокурора.

## В ролях
- Уолтер Пиджон — Хейвен Д. Олдридж
- Джон Ходяк — Чик Джонсон
- Одри Тоттер — Клео Бетел
- Пола Рэймонд — Пегги Стотон
- Томас Гомес — Келлвин С. Бёрк
- Камерон Митчелл — Рэнди Стотон
- Карл Молден — капитан Бак Максвелл
- Эверетт Слоун — Нельсон С. Тарссон
- Джонатан Котт — Нед Грейтон
- Фрэнк Кэди — Бенни Эмбой
- Хью Сандерс — судья Нилер
- Грифф Барнетт — генеральный прокурор Моррисон
- Бёрт Мастин — Элк М. Ладенс
- Уит Бисселл — Уилфред Джексон
- Рой Энджел — Сэм Ф. Слейпер
- Энн Тиррелл — миссис Дженни Нова Эмбой (в титрах не указана)

## Создатели фильма и исполнители главных ролей
Режиссёр фильма Джеральд Майер более всего известен тем, что был племянником влиятельного главы студии Metro-Goldwyn-Mayer Луиса Б. Майера. Как режиссёр он поставил семь достаточно крепких фильмов, среди них фильм нуар «Наберите 1119» (1950), вестерн «Прямая линия» (1951) и музыкальная мелодрама «Яркий путь» (1953). Большая часть карьеры Майера прошла на телевидении, где он поставил многочисленные эпизоды вестернов и криминальных мелодрам, среди которых, в частности, 22 эпизода сериала «Миллионер» (1956—1958), 6 эпизодов сериала «Асфальтовые джунгли» (1961), 5 эпизодов сериала «Беглец» (1966—1967), 13 эпизодов сериала «Мэнникс» (1967—1972), 4 эпизода сериала «Миссия невыполнима» (1969—190) и 26 эпизодов сериала «Доктор Саймон Локк» (1971—1975).
Как отмечает историк кино Роб Никсон, фильм может похвастаться очень сильным подбором актёров. По мнению критика, «самым громким именем среди актёрского состава на то время был указанный первым Уолтер Пиджон, многолетний контрактный актёр MGM» и двукратный номинант на премию «Оскар» в 1943—1944 годах. В момент работы над фильмом Пиджон, по словам Никсона, «осуществлял переход от самого частого экранного партнёра Грир Гарсон по романтическим мелодрамам 1941—1953 годов (они сделали вместе восемь картин) к уважаемому зрелому джентльмену, которым он предстал в таких фильмах, как „Злые и красивые“ (1952), „Номер для директоров“ (1954) и „Запретная планета“ (1956)».
Согласно информации «Голливуд репортер», одну из главных ролей прокурора штата в паре с Пиджоном должен был сыграть Роберт Уокер, который умер в сентябре 1951 года в возрасте 32 лет от передозировки алкоголя и наркотиков. Уокера срочно заменили на Джона Ходяка, который был известен по фильму Хичкока «Спасательная шлюпка» (1943), а также по таким нуарам, как «Где-то в ночи» (1946), «Ярость пустыни» (1947), «Подкуп» (1949) и «Народ против О’Хары» (1951).
Как далее пишет Никсон, «одного из хороших парней» в картине сыграл Карл Молден, который два месяца спустя получит «Оскар» за роль второго плана в фильме Элии Казана «Трамвай „Желание“» (1951)". В 1955 году Молден получит номинацию на «Оскар» за роль в ещё одном фильме Казана «В порту» (1954). По словам Никсона, Молден также «был не прочь сыграть и в нуарах», появившись в таких картинах, как «Бумеранг!» (1947), «Поцелуй смерти» (1947) и «Там, где кончается тротуар» (1950). Как отмечает критик, опыт игры детектива пригодился Молдену в 1970-е годы, когда он сыграл одну из своих самых известных ролей — детектива полиции, лейтенанта Майка Стоуна в 126 эпизодах полицейской драмы «Улицы Сан-Франциско» (1972—1977).
Среди актрис, по мнению Никсона, в картине выделяется «темноглазая многолетняя звезда нуаров Одри Тоттер», которая была «одной из лучших плохих девушек жанра». Как указывает критик, эта «обворожительная актриса была намного лучше тех фильмов категории В, в которых ей приходилось играть на протяжении многих лет». За свою карьеру Тоттер ярко сыграла во множестве фильмов нуар, среди них «Леди в озере» (1947), «Вне подозрений» (1947), «Псевдоним Ник Бил» (1949), «Напряжённость» (1949) и «Подстава» (1949).
Как далее пишет Никсон, "в составе также присутствуют и другие узнаваемые лица, хотя их имена и менее знакомы. Так, Томас Гомес известен по фильмам нуар «Сила зла» (1948), «Розовая лошадь» (1948), которая принесла ему номинацию на «Оскар», и «Женщина на пирсе 13» (1949). Уит Бисселл сыграл в 21 фильме нуар, среди них «Грубая сила» (1947), «Грязная сделка» (1948) и «Он бродил по ночам» (1948), а Эверетт Слоун помимо роли в фильме «Гражданин Кейн» (1941) известен по таким нуарам, как «Леди из Шанхая» (1947) и «Насаждающий закон» (1951).

## История создания фильма
Рабочее название фильма — «Граница округа» (англ.  County Line).
По словам историка кино, «хотя у фильма вряд ли был большой бюджет, тем не менее, он имеет неожиданно сильный актёрский состав».
Съёмки фильма проходили в студии Metro-Goldwyn-Mayer в июне-июле 1951 года. Премьера фильма в Лос-Анджелесе состоялась 11 января 1952 года, а в широкий прокат фильм вышел 25 января 1952 года.

## Жанровые особенности фильма
Как пишет историк кино Роб Никсон, «это один из тех фильмов о коррупции, вымогательстве, борющихся за правду журналистах, жестоких бандитах и подозрительных певицах из ночного клуба, которые подпадают под определение фильм нуар». По словам Никсона, «сюжетная линия, хотя и очень актуальная для своего времени, также напоминает тему вестерна». На это, в частности, было указано в рецензии газеты «Нью-Йорк таймс»: «Нет причин не назвать эту картину истерном. У нас есть длительная традиция вестернов, в которых злым ковбоям-негодяям с их ловкими, изящно одетыми адвокатами противостоит привлекательный, с мужественным подбородком маршал штата или федеральный маршал, которому в свою очередь помогает отважный журналист. Он использует прессу для борьбы с нарушениями и злом, и вы знаете, кто всегда оказывается победителем. Это стандартный вестерн, но истерн немного отличается. Вместо лошадей главные герои используют автомобили последней модели, вместо ковбойских широкополых шляп — фетровые шляпы с загнутыми краями, а вместо длинноствольных 45-х — курносые 38-е, чтобы задержать стукача или засадить в тюрьму преступников. Низкокачественная актёрская игра в истерне идентична игре в его западном собрате». Как далее отмечает Никсон, рабочее название фильма «Граница округа» очень подошло бы вестерну, а «если бы его сделали несколькими десятилетиями позднее — одному из тех фильмов, где невинные молодые люди пересекают границу кошмарного сельского мира убийственных деревенских шерифов».

## Оценка фильма критикой
Мнение критиков в отношении картины разделились. Так, историк кино Крейг Батлер, назвал её «посредственной криминальной драмой, которую оживляет крепкий актёрский состав и крепкая режиссура Джеральда Майера. Что мешает стать этому фильму лучше, так это, конечно, его сценарий,… которому, к сожалению, не хватает воображения и оригинальности». Сценарист Чарльз Палмер «довольствуется построением событийного ряда, не внося в сценарий искры особенности, в которой он отчаянно нуждается». Однако, как полагает Батлер, «к счастью, Майера это не останавливает, чтобы попытаться добавить процессу немного энергии». И, несмотря на поверхностный сценарий, работа Майера «заслуживает высокой оценки и себя оправдывает». Что же касается актёрской игры, то Уолтер Пиджон играет «настолько хорошо, как насколько только можно с учётом обстоятельств», а Джон Ходяк также «поразительно хорош». Хотя, по мнению критика, «Одри Тоттер задействована мало, хорошо, что она есть в составе, а Томас Гомес и Эверетт Слоун даже находят интересные способы сыграть свои в общем невыдающиеся роли». Подводя итог, Батлер пишет, что в картине «задействовано достаточно талантов, чтобы сделать фильм заслуживающим просмотра, но это никак не классика».
По мнению киноведа Хэла Эриксона, «постановкой этого фильма Джеральд Майер в очередной раз доказал, что помимо того, что он является племянником главы MGM Луиса Б. Майера, он ещё и обладает немалым талантом», а историк кино Майкл Кини назвал фильм «приятной криминальной драмой с хорошей игрой Гомеса в роли тиранического представителя закона». Хотя, по мнению Роба Никсона, «это не великий образец жанра нуар, там есть некоторые интересные актёры, встречи с которыми мы ожидаем».
С другой стороны, историк кино Деннис Шварц назвал картину «неприятной рутинной разоблачительной драмой, у которой нет никакого своеобразия». По мнению критика «смотреть фильм можно, но только как урок по гражданскому праву», в остальном же «он не убедителен и не интересен. История о коррупции и запугивании представителями силовых структур сделана устарело и вряд ли вызовет возбуждение». В частности, фильм заметно проигрывает сделанному на ту же тему фильму «История в Феникс-Сити» (1955).